# تصفيات كأس الأمم الإفريقية 2015 المجموعة د
تُظهر هذه الصفحة ترتيب ونتائج المجموعة د من مسابقة تصفيات كأس الأمم الأفريقية لكرة القدم 2015.

## الترتيب
| مفاتيح الألوان في جدول الترتيب |
| --- |
| سيتأهل أول وثاني كل مجموعة مباشرة إلى كأس الأمم الأفريقية لكرة القدم 2015 في غينيا الاستوائية.                                     |
| بينما يتأهل المنتخب الأفضل بين أصحاب المركز الثالث في المجموعات السبع إلى كأس الأمم الأفريقية لكرة القدم 2015 في غينيا الاستوائية. |

| فريق                        | لعب | ف | ت | خ | له | عليه | ف.أ | نقاط |
| --------------------------- | --- | - | - | - | -- | ---- | --- | ---- |
| الكاميرون                   | 6   | 4 | 2 | 0 | 9  | 1    | 8   | 14   |
| ساحل العاج                  | 6   | 3 | 1 | 2 | 13 | 11   | 2   | 10   |
| جمهورية الكونغو الديمقراطية | 6   | 3 | 0 | 3 | 10 | 9    | 1   | 9    |
| سيراليون                    | 6   | 0 | 1 | 5 | 3  | 14   | -11 | 1    |

|                             | الكاميرون | جمهورية الكونغو الديمقراطية | ساحل العاج | سيراليون |
| --------------------------- | --------- | --------------------------- | ---------- | -------- |
| الكاميرون                   | —         | 1 – 0                       | 4 – 1      | 4 – 1    |
| جمهورية الكونغو الديمقراطية | 0 – 2     | —                           | 1 – 2      | 3 – 1    |
| ساحل العاج                  | 0 – 0     | 3 – 4                       | —          | 2 – 1    |
| سيراليون                    | 0 – 0     | 0 – 2                       | 1 – 5      | —        |

## المباريات
| جمهورية الكونغو الديمقراطية | 2 – 0 | الكاميرون |
| --------------------------- | ----- | --------- |
|                             | تقرير |           |

| ساحل العاج | 2 – 1 | سيراليون |
| ---------- | ----- | -------- |
|            | تقرير |          |

| سيراليون | 0 – 2 | جمهورية الكونغو الديمقراطية |
| -------- | ----- | --------------------------- |
|          | تقرير |                             |

| الكاميرون | 4 – 1 | ساحل العاج |
| --------- | ----- | ---------- |
|           | تقرير |            |

| سيراليون | 0 – 0 | الكاميرون |
| -------- | ----- | --------- |
|          | تقرير |           |

| جمهورية الكونغو الديمقراطية | 1 – 2 | ساحل العاج |
| --------------------------- | ----- | ---------- |
|                             | تقرير |            |

| الكاميرون | – | سيراليون |
| --------- | - | -------- |
|           |   |          |

| ساحل العاج | – | جمهورية الكونغو الديمقراطية |
| ---------- | - | --------------------------- |
|            |   |                             |

| سيراليون | – | ساحل العاج |
| -------- | - | ---------- |
|          |   |            |

| الكاميرون | – | جمهورية الكونغو الديمقراطية |
| --------- | - | --------------------------- |
|           |   |                             |

| ساحل العاج | – | الكاميرون |
| ---------- | - | --------- |
|            |   |           |

| جمهورية الكونغو الديمقراطية | – | سيراليون |
| --------------------------- | - | -------- |
|                             |   |          |